# Pietro Palazzini
Pietro Palazzini (Piobbico, 19 de mayo de 1912 - Roma, 11 de octubre de 2000) fue un cardenal italiano de la Iglesia católica. Ayudó a salvar las vidas de varias personas judías que se encontraban en peligro de la Segunda Guerra Mundial. El 21 de septiembre de 1962 fue consagrado obispo por el papa Juan XXIII y en 1973 fue elevado al cardenalato por el papa Pablo VI.

## Biografía
Nació el 19 de mayo de 1912 en Piobbico, ciudad cercana de Pésaro. Palazzini estudió en el seminario Pontificio Regional de la ciudad costera de Fano. En 1932, obtuvo el grado en Leyes en la Universidad Lateranense de Roma. Fue ordenado sacerdote en 1934 y regresó a la universidad para continuar sus estudios en Teología. En 1945 Palazzini fue profesor de Derecho Canónico y Teología.
Después de varios cargos en la enseñanza, Palazzini fue rector de la Facultad de Teología de la Pontificia Universidad Lateranense (1954-1957).
Al año siguiente fue nombrado secretario de la Congregación del Concilio (1958-1973). En 1973 fue creado cardenal por Pablo VI.
El 21 de septiembre de 1962, Palazzini fue nombrado arzobispo titular de Caesarea en Capadocia por el papa Juan XXIII y fue miembro de la comisión que organizó el Concilio Vaticano II. En 1961, participó en la comisión para la interpretación de la Ley del Canon. Palazzini escribió muchos artículos y libros sobre este asunto.

## Servicios a la Santa Sede
La fama de Palazzini como eminente teólogo moral contribuyó a su nombramiento como coordinador y secretario de la comisión de cardenales, formada por el papa Pablo VI. Entre otros asuntos trato del «Catecismo holandés» (1966-1968), que provocó una de las crisis más significativas del posconcilio.
En 1980, Juan Pablo II nombró a Palazzini como uno de los ayudantes para unificar la Congregación para las Causas de los Santos, en el cual se examinaban candidatos para una posible canonización. Participó en el largo proceso jurídico en el cual había habido anteriormente dificultades entre aquellos candidatos cuyos seguidores carecian de fondos y perseverancia. Las reglas mejoraron sustancialmente en los casos normales, se iniciaron los procesos de personas que carecían de seguidores en las órdenes religiosos para promover su causa a través de la burocracia vaticana. En 1988 se retiré de su actividad en la Congregación.
El cardenal Palazzini pasó sus últimos años en Roma, donde falleció el 11 de octubre de 2000. Su funeral fue oficiado por Juan Pablo II en el altar de la cátedra de la Basílica de San Pedro, como era costumbre de los cardenales de la curia. En 2008 su cuerpo fue enterrado en la Iglesia de San Jerónimo de la Caridad de Roma, donde también reposan los restos de su hermano, monseñor José Palazzini.

## Distinciones
En 1985, Palazzini fue honrado por la universidad de Yad Vashem como «Justo entre las Naciones», pero no se pronunció sobre las críticas hacia el papa Pío XII por su tibieza contra el antisemitismo durante los tiempos del nazismo y el fascismo italiano. Palazzini era experto en la teología moral del papa Pío XII.